# Prolog (Ljubuški, BiH)
Prolog je naseljeno mjesto u gradu Ljubuškom, Federacija BiH, BiH.

## Zemljopisni položaj i značajke
Nalazi se u jugozapadnom dijelu ljubuške općine, između Crvenog Grma, Vašarovića i Orahovlja s istočne i sjeverne strane, a sa zapada i juga graniči s Republikom Hrvatskom. Površina naselja iznosi 764 ha, najviša kota 204 m, a najniža 58 m. Dijeli se na zaseoke: Bile Zidine, Njive, Njivetine i Slivetine. Ime Prolog vezano je s Velikim i Malim Prologom koji su južnije od Prologa, a kao imenica od staroga glagola preložiti označuje prolaz, prohod, obično između brda. Veliki i Mali Prolog (od kojih je hercegovački Prolog preuzeo naziv) se nalaze upravo na takvim mjestima i preko tih prolaza s morske strane ljeti puše maestral, pa je Ljubuški tako jedno od rijetkih mjesta u BiH gdje puše maestral.

## Stanovništvo

### Popisi 1971. – 1991.
| Prolog             |              |              |              |
| godina popisa      | 1991.        | 1981.        | 1971.        |
| Hrvati             | 721 (99,31%) | 721 (99,03%) | 751 (99,73%) |
| Muslimani          | 0            | 0            | 0            |
| Srbi               | 0            | 0            | 0            |
| Jugoslaveni        | 0            | 5 (0,68%)    | 0            |
| ostali i nepoznato | 5 (0,68%)    | 2 (0,27%)    | 2 (0,26%)    |
| ukupno             | 726          | 728          | 753          |

### Popis 2013.
| Prolog             |              |
| godina popisa      | 2013.        |
| Hrvati             | 659 (98,80%) |
| Srbi               | 0            |
| Bošnjaci           | 0            |
| ostali i nepoznato | 8 (1,20%)    |
| ukupno             | 667          |

## Povijest
O životu ljudi u Prologu u pretpovijesti govore mnogi obrambeni objekti i ukopišta. Na lokalitetu Obzidine, ispod Njiva i iznad Rastoka, južno od današnje ceste Crveni Grm - Prolog - Podprolog - Vrgorac nalazi se gradina kružnog oblika, površine 7.111 m2 na kojoj je pronađen ulomak keramike urešene nepravilnim trokutastim ubodima. Ulazi široki 1,5 do 2 metra nalaze se na istočnoj i zapadnoj strani, a zidovi (iako urušeni) dižu se i do metar visine. Datira se u razdoblje bakrenog i brončanog doba (oko 1900. – 1200. pr. Kr.). Postoji i više kamenih grobnih gomila, mnogih devastiranih gradnjom cesta.
U popisu biskupa Pave Dragićevića iz 1742. spominje se In villa Podprologh 27 žitelja, 17 odraslih i desetero djece: Stephanus Nosich 11, 7 i Nicolaus Arstich 6, 3. Prezimena Dodig, (H)Erceg, Šalinović i Barbir nalaze se u susjedstvu s druge strane granice u Velikom Prologu i Podprologu, što znači da se radi o migracijama iz Osmanskoga Carstva u Mletačku Republiku i obrnuto, posebice u 17. i 18. st.

## Obrazovanje
- Područna škola Osnovne škole Ivane Brlić Mažuranić iz Ljubuškog

## Poznate osobe
- Petar Herceg Tonić, nadnarednik Američke mornarice odlikovan Medaljom časti